# Abraham González, Chihuahua
Abraham González är en ort i Mexiko.   Den ligger i kommunen Bachíniva och delstaten Chihuahua, i den nordvästra delen av landet, 1 400 km nordväst om huvudstaden Mexico City. Abraham González ligger 1 893 meter över havet och antalet invånare är 560.
Terrängen runt Abraham González är platt åt nordväst, men åt sydost är den kuperad. Runt Abraham González är det mycket glesbefolkat, med 6 invånare per kvadratkilometer. Abraham González är det största samhället i trakten. Omgivningarna runt Abraham González är i huvudsak ett öppet busklandskap.